# Andrew McCutchen
Andrew Stefan McCutchen (Fort Meade, 10 ottobre 1986) è un giocatore di baseball statunitense, esterno per i Pittsburgh Pirates della Major League Baseball (MLB).

## Carriera

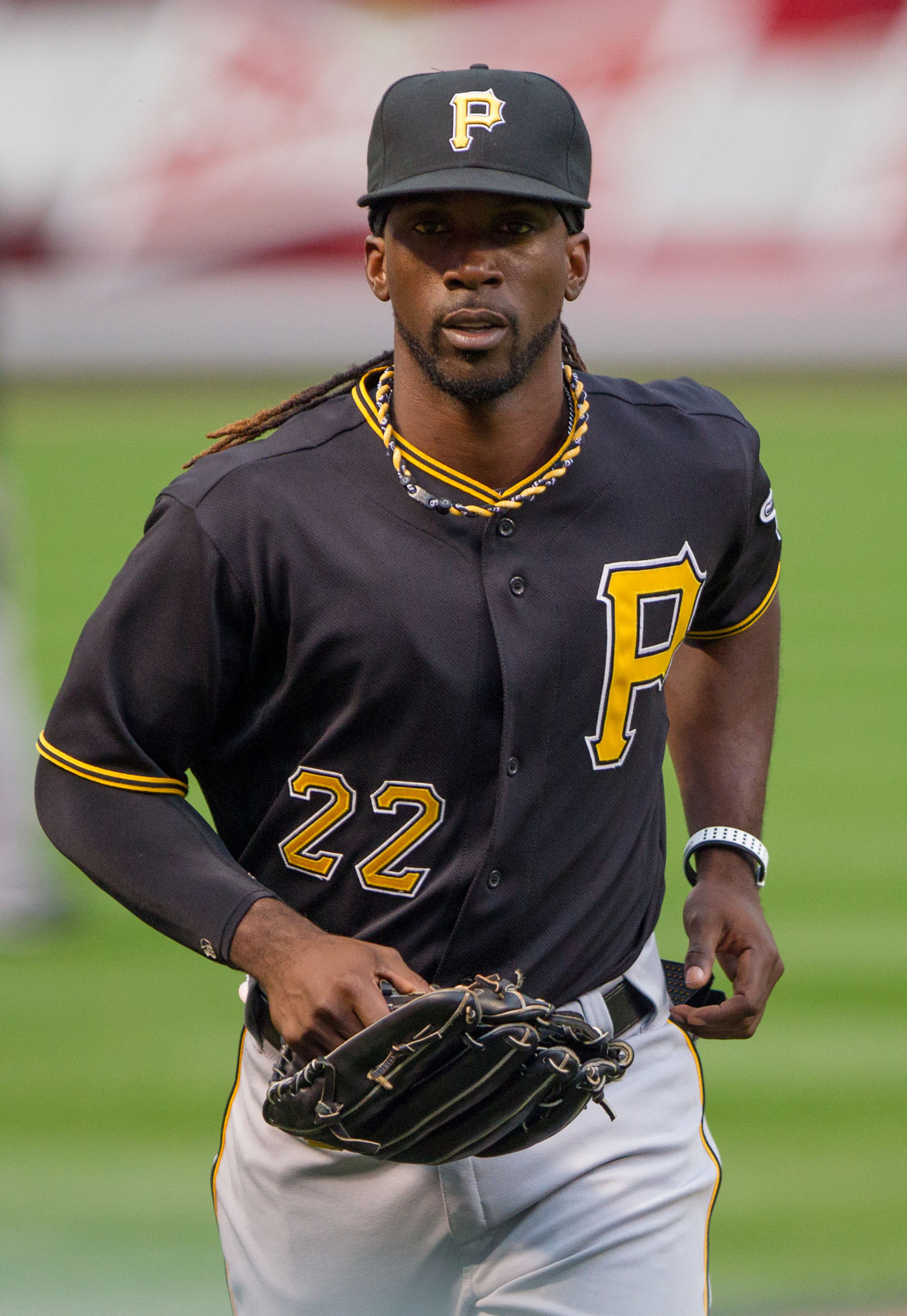
McCutchen nel 2012

McCutchen venne selezionato nel draft amatoriale della MLB 2005, al primo turno come 11ª scelta assoluta, dai Pittsburgh Pirates. Debuttò nella MLB il 4 giugno 2009, al PNC Park di Pittsburgh, contro i New York Mets. Coi Pirates fu convocato per cinque All-Star Game e nel 2013 fu premiato come MVP della National League.
Il 15 gennaio 2018, i Pirates scambiarono McCutchen con i San Francisco Giants in cambio di Kyle Crick, Bryan Reynolds e 500.000 dollari.
Il 31 agosto 2018, i Giants scambiarono McCutchen con i New York Yankees per Abiatal Avelino e Juan De Paula. Divenne free agent al termine della stagione.
Il 12 dicembre 2018, McCutchen firmò con i Philadelphia Phillies un contratto triennale dal valore di 50 milioni di dollari, con un'opzione per il club di 15 milioni di dollari e un buyout di 3 milioni di dollari per il 2022.
Nuovamente free agent il 16 marzo 2022 McCutchen firmò un contratto da un anno con i Milwaukee Brewers del valore di 8,5 milioni di dollari.
Tornato sul mercato dei free agent a fine stagione, il 20 gennaio 2023 McCutchen ritornò ai Pittsburgh Pirates firmando un contratto annuale da 5 milioni di dollari, rinnovando il contratto per un altro anno alla stessa cifra il 20 dicembre 2023.

## Palmarès

### Nazionale
- World Baseball Classic:  Medaglia d'Oro

Team USA: 2017

### Individuale
- MVP della National League: 1

2013
- MLB All-Star: 5

2011-2015
- Silver Slugger Award: 4

2012-2015
- Gold Glove Award: 1

2012
- Roberto Clemente Award: 1

2015
- Leader della National League in valide: 1

2012
- Giocatore del mese della National League: 5

giugno 2012, luglio 2012, giugno 2014, agosto 2015, giugno 2017
- Giocatore della settimana della National League: 7

9 luglio 2012, 16 luglio 2012, 16 giugno 2014, 14 luglio 2014, 25 maggio 2015, 10 agosto 2015, 1º ottobre 2017